# Castra praetoria

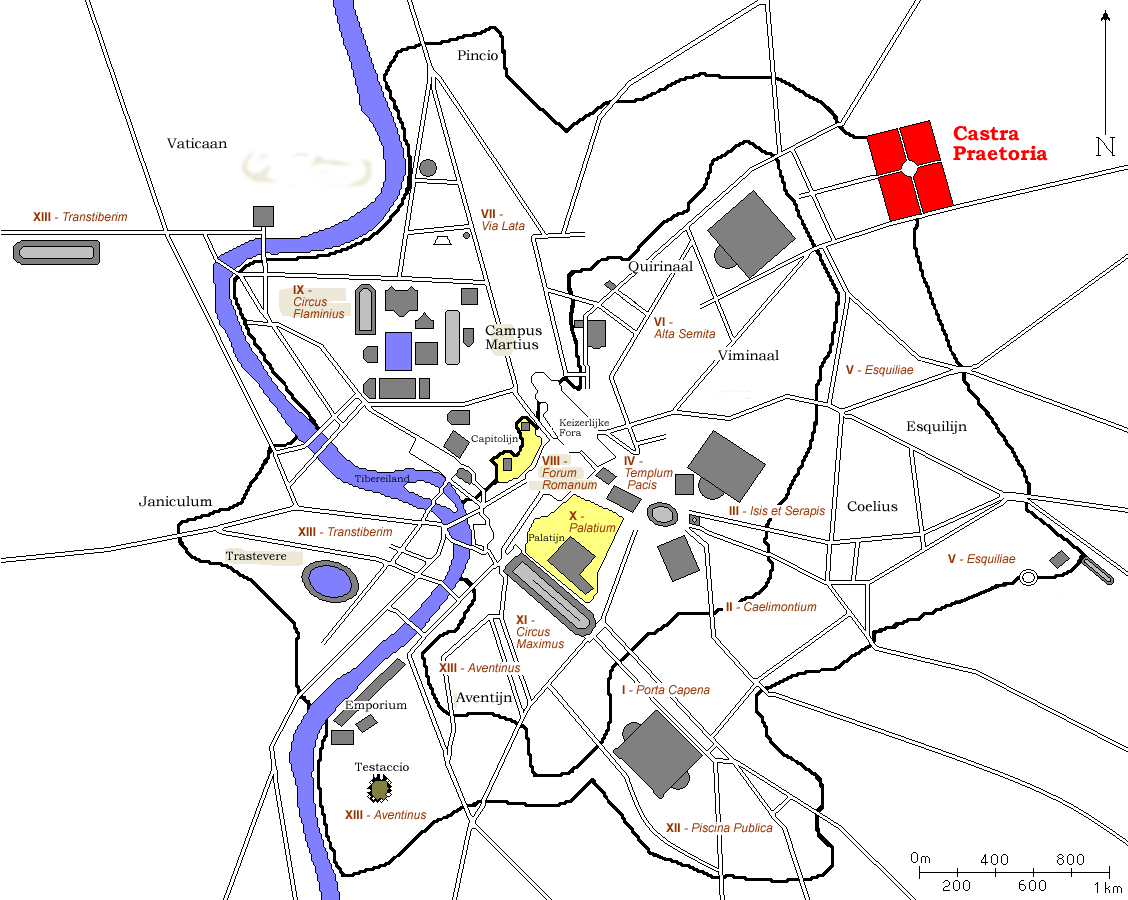
Położenie Castra Praetoria na planie Rzymu

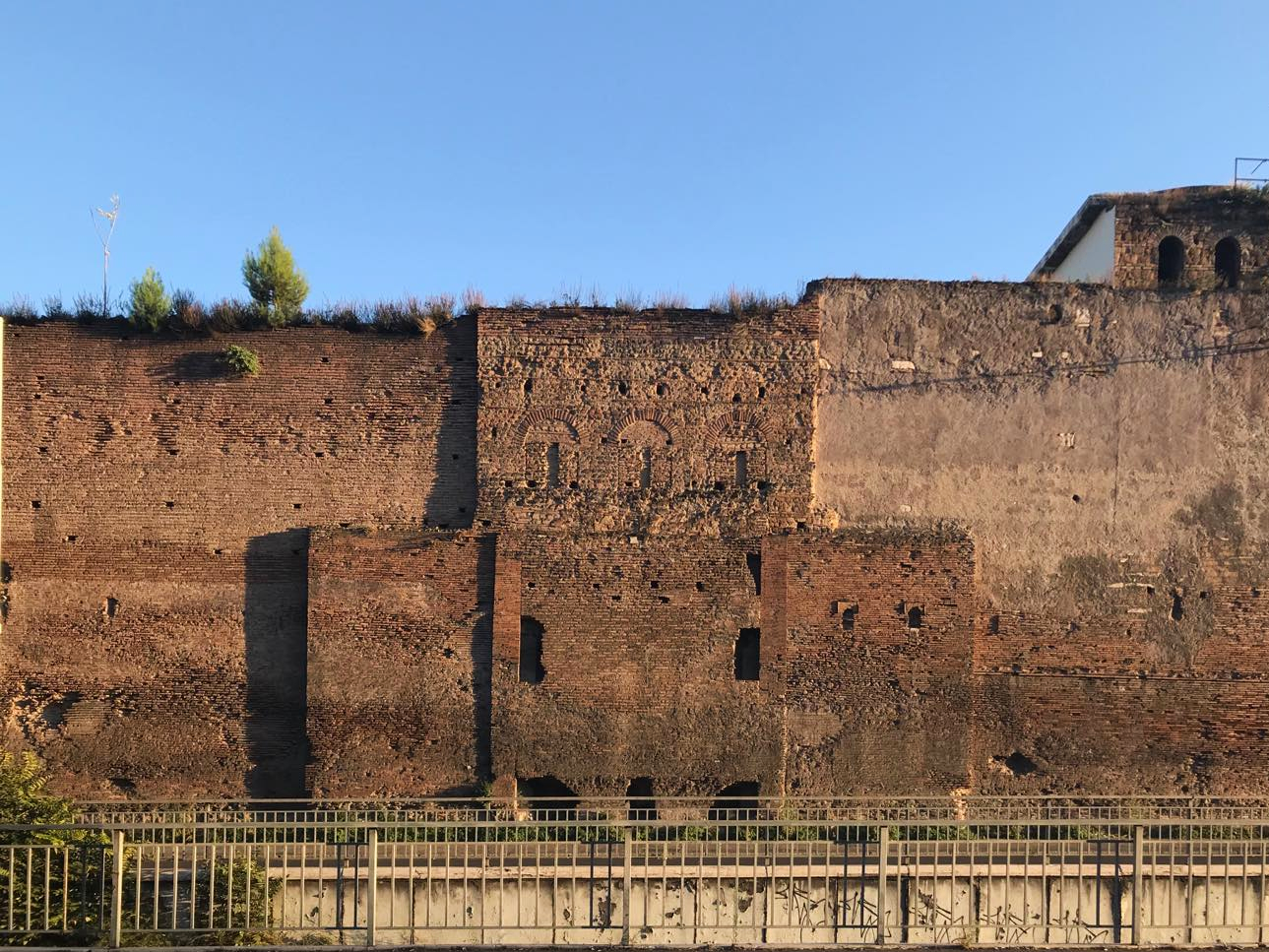
Ruiny Castra Praetoria, widoczna zamurowana brama

Castra Praetoria – koszary pretorianów w Rzymie. Lucjusz Strabo nakłonił Tyberiusza, aby przenieść pretorianów do jednych koszar. Od tego czasu wszystkie 9 kohort pretorianów (po 1000 żołnierzy) stacjonowało w jednych koszarach. Obóz ten miał kształt czworokąta o wymiarach 440 × 338 metrów i był otoczony murem.